# Makin' Dancin'
『Makin' Dancin'』（メイキン・ダンシン）は、中山美穂のリミックス・アルバム。1988年10月21日にキングレコードより発売された。規格品番は、LP：K15A-870、CT：K15H 1240、CD：K20X-300。

## 概要
帯コピー：―ノリノリ― ディスコ・パーティーはこれでキマリ！ おなじみ美穂のヒット曲でダンス！ダンス!! ダンス!!!
過去に発表されたシングル曲を、ダンサブルにリミックスして収録したアルバム。
リミックス・アルバムながらオリコン初登場2位、売上も20万枚近くまで伸ばした。

## 収録曲
1. Funky Mermaid [M.I.D. DANCE MIX] 
（曲目リストに「生意気」があるが誤植。またアルバム『Mind Game』収録の「Moonlight Sexy Dance」もミックスされている）
  - 50/50
  - クローズ・アップ
  - 生意気
  - JINGI・愛してもらいます
2. Catch Me In EURO [Ultimix Part 1] 
（曲目リストにない「生意気」がここに含まれる。またシングル「50/50」のB面曲「斜めな愛を許して」もミックスされている）
  - 色・ホワイトブレンド
  - WAKU WAKUさせて
  - BE-BOP-HIGHSCHOOL
3. Dance With 「C」 [Ultimix Part 2]
  - ツイてるねノッてるね
  - 「派手!!!」

## スタッフ
- MASTER MIX BY MASAHIKO "MONCHI" TANAKA
- EDIT BY MASAAKI TAMURA
- MANAGEMENT: NORIO HASHIMOTO (M.I.D.)